# James Douglas, 9:e earl av Douglas
James Douglas, 9:e earl av Douglas, född 1426, död 1488, var en skotsk ädling, bror till William Douglas, 8:e earl av Douglas.
Douglas grep efter broderns död till vapen 1452 mot Jakob II av Skottland, försonade sig med honom samma år, men anstiftade 1455 en ny resning som kungen dock lyckades kuva med hjälp av Douglas frände, George Douglas, 4:e earl av Angus, som till belöning 1457 erhöll stamgodset Douglas Castle. Douglas gods konfiskerades, själv måste han fly till England och Anguslinjen ("de röda Douglaserna") blev därefter den mäktigare.  
Till Skottland återvände Douglas först 1483 som deltagare i ett av engelske kungen Rikard III anstiftat infall över gränsen av Jakob III:s landsflyktige bror,  Alexander, hertig av Albany, men den siste "svarte Douglas" namn hade nu mist sin forna glans i gränstrakterna, infallet slogs tillbaka och Douglas måste ge sig fången samt hölls sedan internerad i klostret Lindores till sin död. 